# فاكهة محفوظة

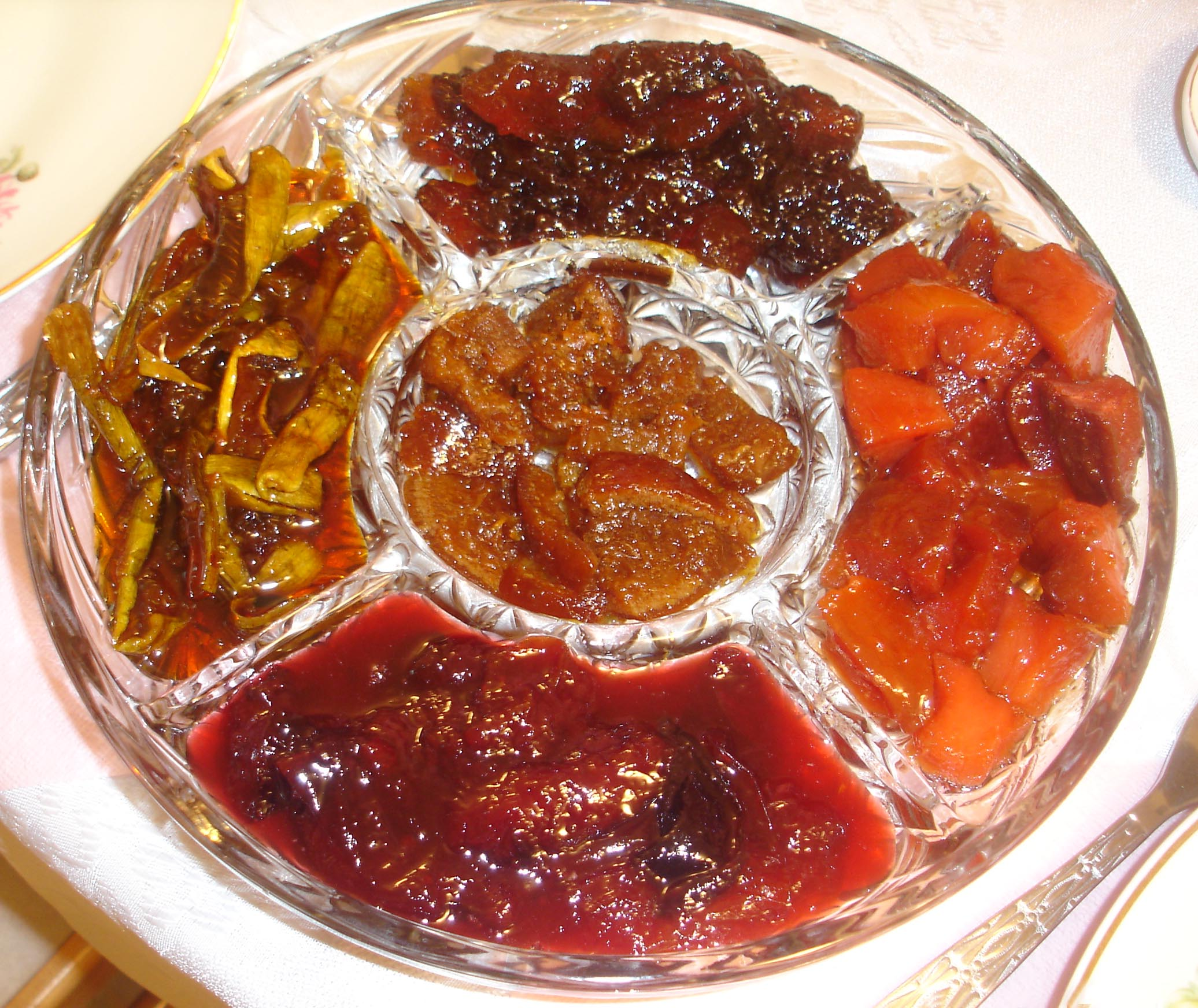
خمسة أصناف من الفاكهة المحفوظة (باتجاه عقارب الساعة من الأعلى): التفاح ، السفرجل ، البرقوق ، القرع ، البرتقال (في المنتصف)

الفاكهة المحفوظة (بالإنجليزية: Fruit preserves)‏ هي مستحضرات من الفواكه والخضروات والسكر، وغالبًا ما يتم تخزينها في مرطبانات زجاجية للحفظها.
يتم تصنيع العديد من أصناف الفاكهة المحفوظة عالميًا، بما في ذلك الفاكهة المحفوظة، مثل تلك المصنوعة من الفراولة أو المشمش، والمعلبات المالحة، مثل تلك المصنوعة من الطماطم أو القرع. المكونات المستخدمة وكيفية تحضيرها تحدد نوع المحميات. المربى والهلام والمربى كلها أمثلة على أنماط مختلفة من الفاكهة المحفوظة.

## أنواع الفواكه المحفوظة
منتجات الفاكهة Fruit Products
دفع عمر الخزن القصير لأغلب الفواكه، والحاجة المتكررة لتخزين الفائض من الفواكه ونشرها لفترات مطولة وبخاصة في موسم الجني تطوير العديد من العمليات التي تعطي منتجات أطول عمرا وأكثر ثباتا.
1-الفواكه المجففة Dried Fruits
الحال الكثير من منتجات الأغذية الأخرى، تؤدي إزالة الرطوبة من الفواكه بعملية تحفيف مناسبة إلى منتج يكبح فيه نمو الجراثيم، ومعالجة مسبقة ملائمة يجري تعطيل القدر الأكبر من الإنزيمات. ولعل تحفيف الفواكه هو الطريقة الأقدم في الحفظ. كانت في البدء تنجز بطرائق بدائية (نشر الفاكهة في الهواء الساخن الآتي من الموقد أو الفرن)، وبالتالي الحصول على منتجات مقمرة " غامقة اللون. ومايزال التجفيف في الشمس عملية شائعة في بلدان نصف الكرة الأرضية الجنوبي وفي البلدان الاستوائية للحصول على شرائح التفاح الجفيفة أو المشمش أو الدراق أو الكمثرى أو الثمار الاستوائية كالتمر والتين والزبيب. ينجز عادة تجفيف مسبق تحت أشعة الشمس والتجفيف الإضافي في الحرارة الصنعية في منشآت خاصة للتجفيف. وتتراوح درجة الحرارة في غرف التجفيف، سواء أكانت مستوية أم على شكل أنفاق بين 275 م (للهواء الداخل) و 265 م (للهواء الخارج) في رطوبة نسبية 15-20%. ويتصف التجفيف تحت الفراغ في 60 ° م بأنه لطيف بشكل خاص. تنقی الفاكهة وتنظف وتشذب بعناية وتجري معالجتها المسبقة بطرق مختلفة: تقشر الفاكهة من التفاحيات (التفاح
والكمثرى) في البدء ميكانيكية وتنزع منها النوى والأقماع (حيز البذرة). تقطع بعدئذ ثمار التفاح إلى شرائح بثخانة 5-7 ملم ثم تجفف في حلقات (المردود يساوي 10-20% من الوزن الطازج غير المقشر). وتستخدم المعالجة بالسلفيت لمنع الاسمرار أثناء المعالجة والتخزين. يحول حمض الكبريتي دون حدوث تفاعلات الاستمرار بنوعيها الإنزيمي واللاإنزيمي، ويثبت فيتامين C ويمنع التلوث الجرثومي أثناء تخزين المنتج النهائي. كما يصار أيضا لاستخدام محاليل محددة من حمض السيتريك لمنع الاسمرار. ويسخن الكمثرى بشكلیه، کاملا أو شرائح، بالبخار لتحقيق مظهر شفاف، ثم يجفف بعدئذ في 60-65% م، ليعطي مردودا يبلغ% 14-13 من الوزن الطازج. أما الفواكه ذات النوى التي تجفف عادة فهي الخوخ / البرقوق والدراق والمشمش. يغطس الخوخ في البدء مدة 5-15 ثانية في محلول مخفف ساخن من هدروكسيد الصوديوم أو في 0.7% من محلول مائي من كربونات البوتاسيوم، ثم يغسل بالماء ويجفف في 70-75مم أو يجفف بتعريضه لأشعة الشمس. وكثيرا ما تشقق قشور ثمار الخوخ لتسهيل التجفاف. تعرض ثمار الخوخ الجافة، في عملية إضافية، إلى البخار في 80-85 ° م فترة قصيرة، وذلك لتنظيفها وإعطاء تمار سوداء السطح صقيلة. يبلغ مردود الخوخ المجفف 25-30% عند محتوى من الرطوبة لايزيد على 19%. يعامل المشمش والدراق، على التناوب، بالماء البارد ثم الساخن ثم تقسم الثمار كل إلى نصفين وتخلص من النوى ثم تجفف الفاكهة إما تحت أشعة الشمس أو في منشآت تجفيف في 270-65م. ويعتمد المردود على حجم حبة الفاكهة وهو يتراوح بين 10-15%. تشيع المعالجة SO2 (حمض الكبريتي) مع المشمش والدراق. أما الكرز فيأتي في مرتبة أقل من حيث أهميته كثمار محففة. تحفف ثمار الكرز بطء مع الأخذ بعدد من جوانب الحذر بغية تحاشي الفقد الكبير في الرائحة.
يعد العنب أكثر أنواع الثمار العنبية المجففة. والزبيب ذو اللون الغامق هو عنب مجفف يحتوي بذورة أما (السلطانة) فهو نوع الزبيب بلا بذور ذو لون فاتح. أما الكشمش فهي أصغر حجما من النوعين السابقين وذات لون داكن وتحوي أو لا تحوي بذورة معالجة الزبيب السطحية، باستثناء الكشمش، على استعمال أحادي الغليسريدات المؤستلة وذلك لتحاشي الالتصاق أو التقرص (التكتل).
2- الفواكه المعلبة Canned Fruits

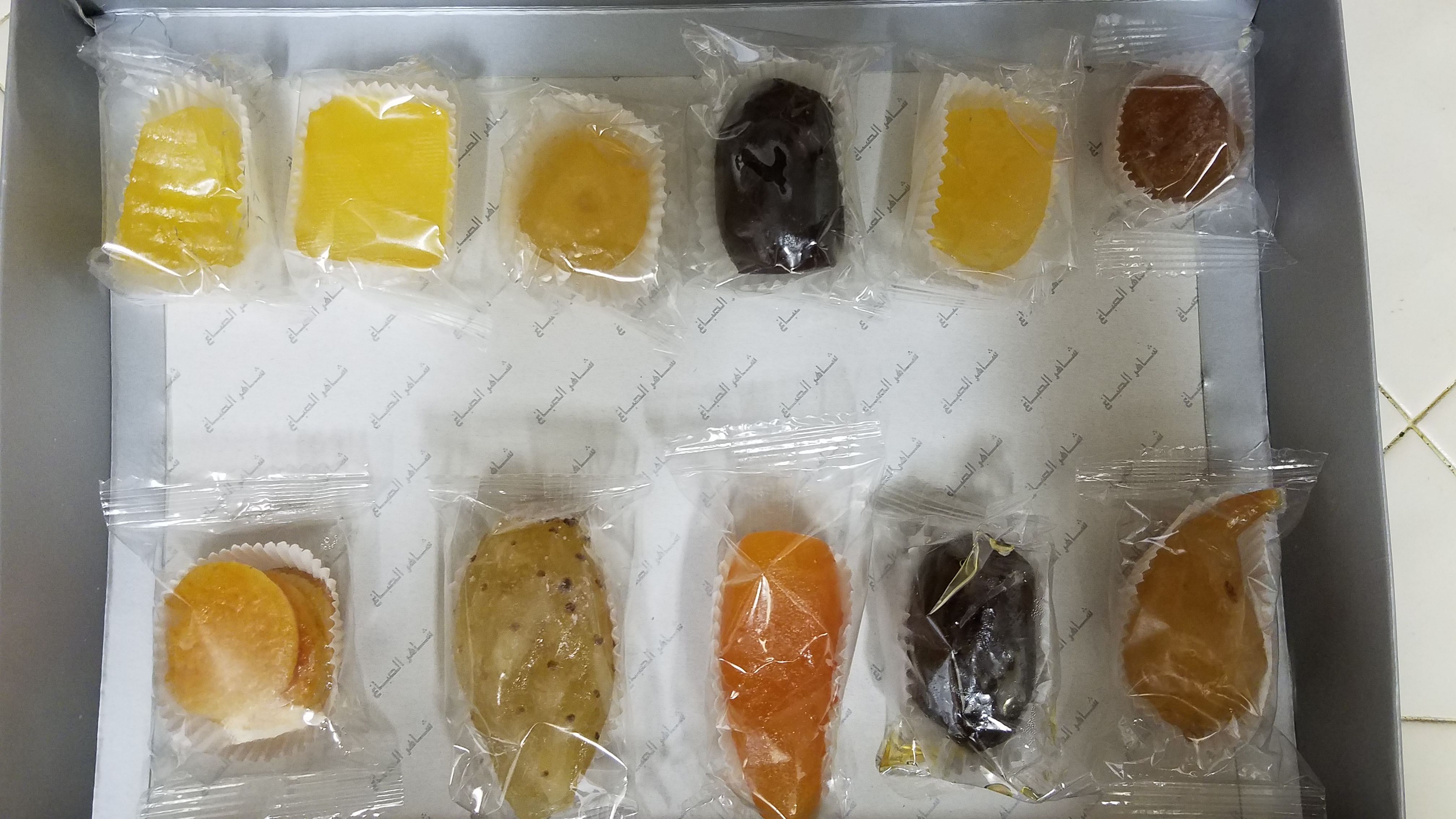

أصبح التعقيم الحراري للمعلبات والأواني الزجاجية من أكثر العمليات أهمية في حفظ الفواكه، وذلك منذ منتصف القرن التاسع عشر. وتنقى الثمار المناسبة للتعقيم بالحرارة من بين الثمار الغنية بالرائحة والسليمة وغير زائدة النضج. ولا يطبق التعليب الطاهر (المعقم) إلا مع هريس الفاكهة. وأكثر الفواكه المعلبة استعمالا هي الفواكه ذات النوى والكمثرى والأناناس والتفاح (عادة بشكل مدهوك التفاح). أما تعليب الفريز والعنب البري فهو أقل شيوعا. تنتج الفواكه المعلبة بشكل واسع في الصناعات الغذائية وكذلك في المنازل. يخلص الكرز من نواة الصلبة ومن سوقه، وتقسم ثمار المشمش والكمثرى والدراق والخوخ إلى أنصاف، وتزال نواها الصلبة وبذورها، وتزال أقماع ثمار الفريز، وكذلك سوق ثمار الكشمش الأحمر والعنب البري، ويقشر التفاح والكمثرى ويقطع إلى شرائح. وقد طورت آلات خاصة لهذه العمليات. وما خلا بعض الفواکه (توت العليق والعنبية السوداء) فإن جميع الفواكه تغسل أو تشطف بالماء. ويقشر المشمش بسهولة بعد المعالجة بالقلوي في 265 م. أما الفواكه التي تعقم بدون تقشير، مثلا، البرقوق والخوخ الأصفر، فتشقق قشورها في البدء وذلك لمنع انفجارها بعدئذ. وللحيلولة دون فقد الرائحة ولمنع الطفو في الآنية المعلبة، تغطس الفواكه التي تنكمش بشدة (كالكرز والخوخ الأصفر والفريز والتوت البري)، قبيل تعليبها، في محلول من السكر ساخن بتركيز 30% ثم تغطى بعدئذ محلول سكري يعادل تركيزه ضعفي تركيز المحلول النهائي المطلوب في أوعية التعليب. ثم تغلق الآنية أخيرة تحت الفراغ في درجة الحرارة 77-195م ولمدة 4-6 دقائق، وعلى حسب نوع الفاكهة المعلبة، تعقم بعدئذ حرارية في الشروط اللازمة. فمثلا يعقم وعاء معلب من الفريز بحجم 1 ليتر في حمام من الماء الغالي في 100 ° م مدة 18 دقيقة، بينما تسخن الكمثرى والمشمش والدراق في 100 ° م مدة 22 دقيقة. وتعد إضافة حمض الأسكوربيك وحمض السيتريك لتثبيت اللون، وأملاح الكالسيوم للحفاظ على ثبات القوام من الاجراءات المعتمدة مع الفواكه المعلبة التي تستهلك كحلوى. تنتج الفواكه المعلبة التي تستخدم في منتوجات الخبيز والحلويات والملبس بالطريقة السابقة ذاتها، إلا أنها تغطى بالماء بدلا من المحلول السكري.
3-الفواكه العميقة التجميد Deep - Frozen Fruits
تجمد الفواکه وتخزن كمنتج نهائي أو تهيئة للعمليات اللاحقة. ومن الأهمية بمكان اختيار أنواع الفاكهة المناسبة وفي مرحلة النضج الأمثل. ويعد كل من الأناناس والتفاح والمشمش والجريب فروت، والفريز والكرز الغامق اللون فواكه مناسبة. أما الفواكه ذات اللون الفاتح من الكرز والعنب والأنواع الاستوائية وتحت الاستوائية فهي غير مناسبة إلا بقدر محدود. الأهمية بمكان التبريد السريع درجة حرارة الهواء 2 -30 م، زمن التجميد نحو 3 ساعة) لتحاشي نمو الجراثيم، وانزياحات التركيز الكبيرة في نسج الفاكهة، وتشكل بلورات من الجليد كبيرة تسبب تخریب بنية النسيج. وتستخدم عادة مرحلة السلق قبيل التجميد، مع القليل من أنواع الفاكهة، كالكمثرى وأحيانا التفاح والمشمش والدراق. وتغطى بعض أنواع الفاكهة قبيل التجميد ب 30-50% من محلول السكر أو بالسكر الصلب الحبيبي (جزء واحد لكل 104 أجزاء وزنا) ثم تترك إلى أن تنفصل العصارة. في كلتا الحالتين يستبعد الأكسجين، ويمنع الاسمرار الإنزيمي، ويتحقق حفظ أفضل لقوام الفاكهة ورائحتها، وتشيع إضافة حمض الأسكوربيك وحمض الليمون. تخزن الفواكه المجمدة في -18 إلى 24 م وتبقى صالحة لمدة عامين إلى أربعة أعوام.
4-الفواكه قطر السكر، Fruits in Sugar Syrup
تحفظ الفواكه في قطر السكر بعد أن تحضر بمعالجتها نيئة أو مسبقة الطبخ، أو جزء منها (يمكن أن يكون مسبق الطبخ تحت الفراغ) بمحلول من السكروز الشديد التركيز يحتوي أيضا قطر النشاء. يضاف النشاء لتعزيز شفافية المنتج ونعومته وسهولة تناوله. وملبس قشور الليمون أو البرتقال. أمثلة على هذا النوع من المنتجات. توفر الأنواع الأخرى منتجات وسطية تعالج لاحقا لإعطاء المربيات والحلوى من الفاكهة: الفاكهة المطلية (يغسل هذا النوع من الفاكهة ويعامل بمحلول سكري يحتوي الصمغ العربي ثم تجفف بعدئذ في 30-35 ° م) أو الفاكهة الملبسة؛ وفيها تغطس الفاكهة بعد تجفيفها وطليها في محلول سكري مرکز ثم تجفف لإعطاء القشر الملبس.
ومن أنواع المنتجات الأخرى الفاكهة المبلورة وفيها تلف الفاكهة المجففة والمطلية فوق السكر الحبيبي أو سكر الملبس، ثم تخضع لتجفيف إضافي. ولتحقيق مظهر لماع صقيل، تعرض للبخار فترة وجيزة.
5-لب الفاكهة وروبتها Fruit Pulps and Slurries
يتصف لب الفاكهة بأنه غير صالح للاستهلاك المباشر. ويكون اللب بشكل روبة فاكهة طازجة، أو بشكل قطع من الفاكهة كاملة أو مقسومة، وأحيانا يثبت بإضافة المواد الكيميائية الحافظة. والحد الأدنى للمادة الجافة في مختلف أنواع لب الفاكهة هو 7-11%. وفي إنتاج اللب، تعرض الفاكهة، بعد غسلها في غسالات خاصة، إلى البخار بلطف في قدور (معقم) للطبخ المسبق أو في أنابيب بخار.
أما روبة الفاكهة فهي منتج متوسط، وليست مناسبة للاستهلاك المباشر. وتماثل خطوات إنتاجها تلك التي تستعمل مع اللب، إلا أن ثمة خطوة إضافية هنا: الترويب والتصفية، أي إمرار الروبة عبر مناخل. يمكن حفظ كلا النوعين، اللب والروبة، مجمدين.
6-المربيات Marmalades
المرملاد منتج قابل للنشر محضر من لب الحمضيات أو روبتها أو عصيرها أو المستخلص المائي منها أو قشورها مع السكر ينبغي أن يحتوي (1 كغ) من المنتج 200 غ على الأقل من الفاكهة الحمضية (75 غ منها من غلاف الثمرة الداخلي endocarp) و % 60 وزنا مادة صلبة ذوابة. وإضافة بكتين الفاكهة والنشاء أمر معهود. ولتحضير المرملاد تغلي الفاكهة الطازجة، أو المركبات المتوسطة، كاللب أو الروبة، في قدر مفتوح في الضغط الجوي (تصل درجة الحرارة إلى 105 ° م) أو في وعاء مغلق تحت ضغط مخفف (65-80 ° م) مع إضافة السكر (عادة يضاف على دفعتين). بشكل عام تحرى العملية الثنائية على مستوى صناعي . تستعاد. مواد الرائحة من البخار وتعاد بشكل متكاثف قبل التعبئة. يجري التحكم آليا بالمحتوى من المادة الصلبة وال pH أثناء الغليان. وتضاف مكونات أخرى (عوامل التهلم وقطر النشاء والحموض) قبل انتهاء التعقد بالغليان. تعين نهاية الغليان. مقیاس انکسار (يستغرق عادة الغليان نحو 15-30 دقيقة) يصب عندها المرملاد الساخن (70-75 ° م) في الأوعية المناسبة .
7-المربی Jams
يصنع المربى ويحضر عادة من نوع واحد من الفاكهة، ويغلظ قوامه بالغليان والتحريك المستمر للفاكهة الكاملة أو المقطعة شرائح، أو المادة النيئة الطازجة المخزنة أو لب الفاكهة. ويحضر المربي العادي من روبة الفاكهة بالغليان تحت التفريغ في 65-280م، مما يوفر ميزة الحفاظ على الرائحة واللون.
أما السلبيات فهي غياب انقلاب السكروز والتكرمل المتدني، تنتج هذه التفاعلات النكهة المميزة الأنواع المربي المحضر بالغليان في قدر مفتوح (T : ° 105 م). تعدل قيمة pH الأمثل اللازمة للتهلم وهي 3، بإضافة واحد من هذه الحموض: حمض اللاكتيك أو حمض السيتريك أو حمض الطرطريك، عند اللزوم.
8-الهلامات Jellies
الهلامات هي محضرات قابلة للنشر غروية تصنع من عصير الطازجة أو مستخلصها المائي بالغليان مع السكر ويضاف بكتين الفاكهة (0.5 %) بشكل بكتات الكالسيوم وحمض الطرطر أوحمض اللبن
(0.5%). عموما ينبغي أن يكون المحتوى من الماء 42% والمحتوى من السكر بين 50% إلى 70%. يغلى العصير في قدور مفتوحة أو في أخرى مغلقة تحت الفراغ مع السكر (نحو نصف وزن الفاكهة) والبكتين إذا كان ضرورية والمواد الآنفة الذكر . يقشد الزبد بحذر، ويخضع المزيج إلى مزيد من الغليان حتى يصل محتواه من الرطوبة نحو 42%.

## أهم فوائد الفواكه المحفوظة
1-المجففة
1- احتوائها على العديد من العناصر الطبيعية، تعد علاجا فعالا لمشاكل العظام والعضلات والمفاصل فهي تكافح مرض هشاشة العظام كما تعتبر غذاءه مثالية المرضى النقرس.
2-تحتوي على نسب متباينة من العناصر الغذائية الأساسية للجسم، فالموز مثلا غني بالبوتاسيوم وهذا ما يجعله مناسبة لعلاج مشاكل الدم خاصة المتعلقة بارتفاع ضغط الدم.
3-المشمش المجفف من الفواكه المجففة التي تلعب دورا وقائية من امراض القلب وارتفاع ضغط الدم .
4- تساعد على تنظيم الهرمونات ومعدل السكر في الدم وبالتالي فهي مثالية لعلاج اضطرابات مرحلة سن اليأس أو مرحلة ما بعد انقطاع الطمث.
5-مفيدة في علاج مشكلة الوزن الزائد والدهون المتراكمة في الجسم، كونها تمنح الشعور السريع بالشبع وهي قليلة السعرات الحرارية.
6-تعتبر من أفضل العلاجات والحلول لمشاكل المعدة والجهاز الهضمي كالإمساك وانتفاخ البطن والغازات وغيرها، كونها تعمل على تليين المعدة والأمعاء لاحتوائها على مادة السوربيتول التي تسهل عملية الإخراج.
7-تقوي جهاز المناعة في الجسم وتجعله أكثر قدرة على مجابهة العدوى الفيروسية والجرثومية .
8-يساعد في رفع مستوى الكوليسترول الجيد في الجسم وخفض الكوليسترول الضار، وبالتالي فإن تناولها يسهم في الوقاية من الأمراض الخطيرة كامراض القلب وارتفاع ضغط الدم.
9- غنية بالحديد وبالتالي فإنها علاج مثالي لفقر الدم أو الانيميا، كما انها تحتوي على نسبة عالية من الفيتامينات الضرورية ومنها فيتامين سي الذي يساعد على امتصاص الجسم اللحديد ومنع الإصابة بفقر الدم.
10- علاج مشاكل ضعف النظر.
11- الحفاظ على نضارة البشرة وعلاج كافة مشاكلها ومنها الشحوب.
2-المربى
1-تحتوى المربى على نسبة عالية من السكريات والفواكه الغنية بالفيتامينات والعناصر الغذائية التي تمد الجسم بالنشاط والحيوية وتساعد على علاج النحافة لذلك ينصح دائما بإعطائها للأطفال ومرضى النحافة.
2- نظرا لاحتوائها على كمية كبيرة من الفيتامينات فهى تعمل على تعزيز صحة العظام والعضلات والوقاية من هشاشة العظام.
3-تعمل على الحفاظ على صحة القلب والأوعية الدموية وتحد من خطر الإصابة بالنوبات القلبية.
4- تعزز صحة البشرة وتعزز نضارتها وجمالها.
5- تحتوى المربى على بعض الفيتامينات التي تحافظ على صحة الجهاز الهضمى وحمايته من الاضطرابات وعسر الهضم.
6- تساعد على نمو الاطفال بشكل صحى وذلك لاحتوائها على الفواكه الصحية.

## المصطلحات الإقليمية

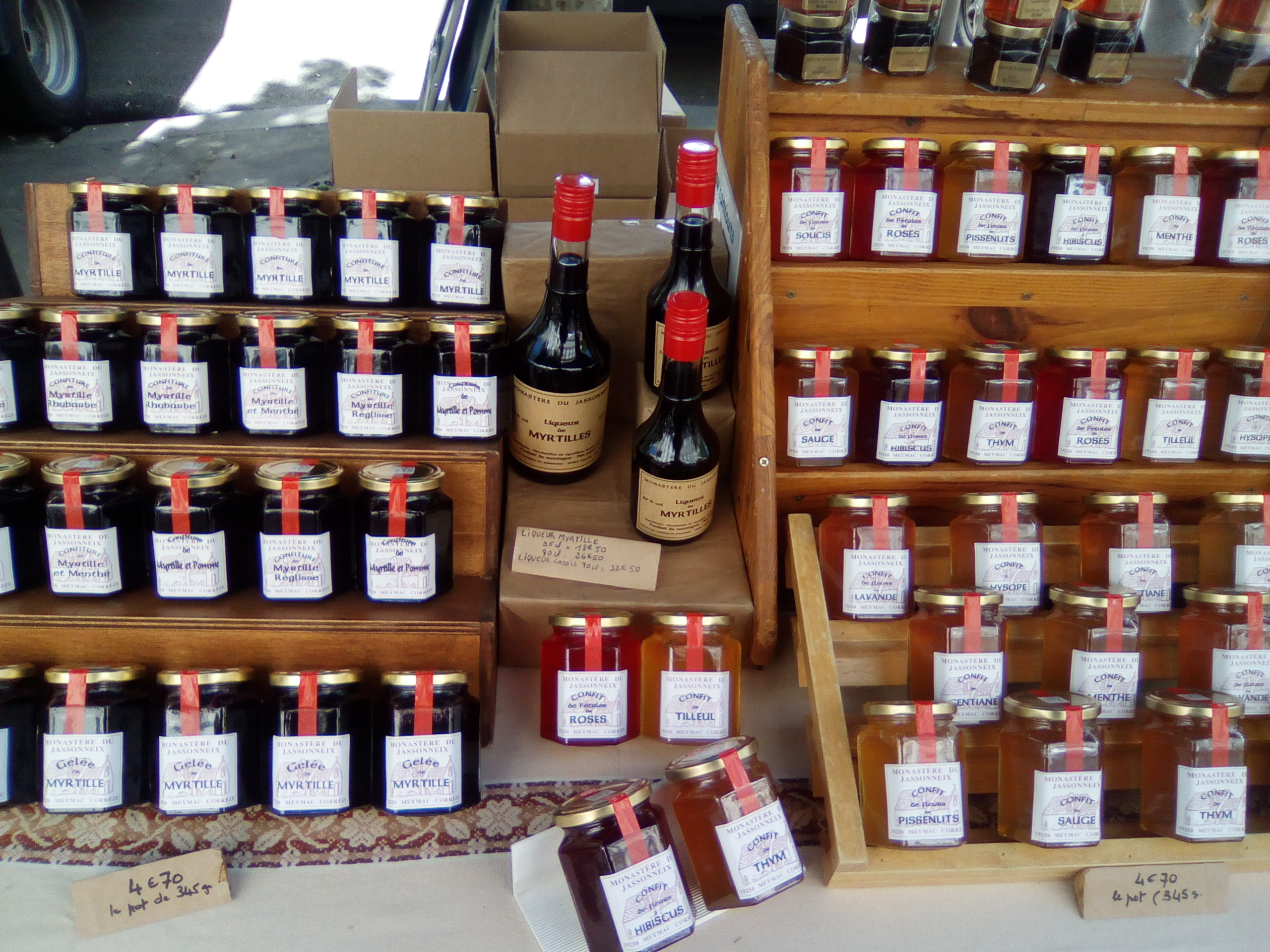
أكشاك في الشارع لبيع مربيات الفاكهة والجيلي (حلوى الهلام).

عادة ما يكون المصطلح «معلبات» قابلاً للتبديل مع المربى على الرغم من أن المحميات تحتوي على قطع أو قطع من الفاكهة بينما لا تحتوي المربى في بعض المناطق. ومن بين الأسماء الأخر الشائعة له: الصلصة، كونفيت، والحفاظ على والزبدة الفواكه
تُعرّف بعض كتب الطبخ الأطعمة المحفوظة على أنها فواكه كاملة مطبوخة ومذهّبة (أو خضار)، والتي تتضمن جزءًا كبيرًا من الفاكهة. تم تمييز المصطلحين بشكل أكثر دقة، وعندما لا يكون هذا هو الحال، فإن المصطلح العام الأكثر شيوعًا هو المربي
المفرد الحفاظ أو يستخدم CONSERVE كإسم الجماعي للفاكهة عالية المربى المحتوى، في كثير من الأحيان لتسويق أغراض.

## الاختلافات

### تشيونغ

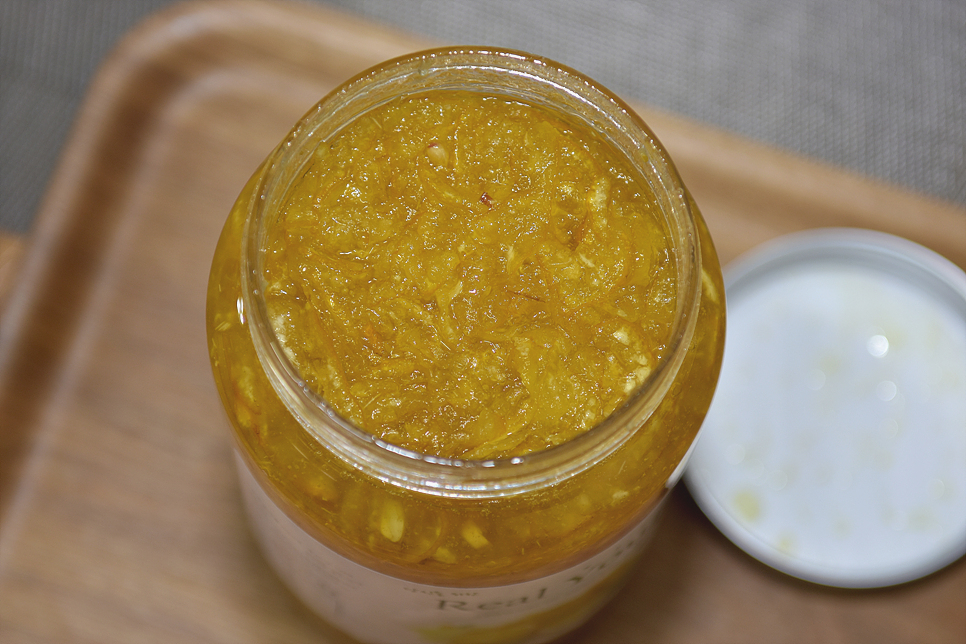
يوجا تشيونغ (يوجا محفوظة)

تشيونغ عديد من الأطعمة المحلاة على شكل شراب ومربى البرتقال ومعلبات الفاكهة في المطبخ الكوري. يتم استخدامه كقاعدة شاي، كبديل للعسل أو السكر في الطهي
توجد أصناف سائلة مثل maesil-cheong (شراب البرقوق)، وأصناف تشبه المربى مثل yuja- cheong (yuja marmalade)، وأصناف تشبه الحفظ مثل mogwa-cheong (سفرجل محفوظ).

### الصلصة
الصلصة هي نكهة من أصل هندي مصنوعة من الفاكهة والتوابل والأعشاب. على الرغم من أنه كان من المفترض تناوله في وقت قصير بعد الإنتاج، إلا أن الصلصات الحديثة غالبًا ما يتم بيعها، لذلك تتطلب مواد حافظة - غالبا السكر والخل - لضمان أن يكون لها مدة صلاحية مناسبة. صلصة المانجو، على سبيل المثال، عبارة عن مانجو يتم اختزاله بالسكر.

### كونفيت
أثناء كونفيت ، غالبًا ما يتم تطبيق النعت السابق من الفعل الفرنسي «للحفاظ»، على حفظ اللحوم،  يستخدم أيضًا للفواكه أو الخضار المتبلة والمطبوخة بالعسل أو السكر حتى يشبه المربى. قد تتطلب الحلوى المالحة، مثل تلك المصنوعة من الثوم أو الشمر، زيتًا مالحًا، مثل زيت الزيتون البكر، كعامل للحفظ.
Konfyt (الأفريكانية: «مربى» أو «مربى فاكهة» ) هو نوع من المربى يؤكل في الجنوب الأفريقي.   يتم ذلك عن طريق غلي الفاكهة أو الفواكه المختارة (مثل الفراولة والمشمش والبرتقال والليمون والبطيخ والتوت والخوخ والكمثرى الشائك أو غيرها) والسكر، وإضافة كمية صغيرة من الزنجبيل بشكل اختياري لتعزيز نكهة. أصول المربى غامضة ولكن من المفترض أنها جاءت من الفرنسيين. ويستند كلمة أيضا على كونفيتوري الفرنسي المدى عبر confijt الهولندية (بمعنى الفاكهة المسكرة).

### حفظ

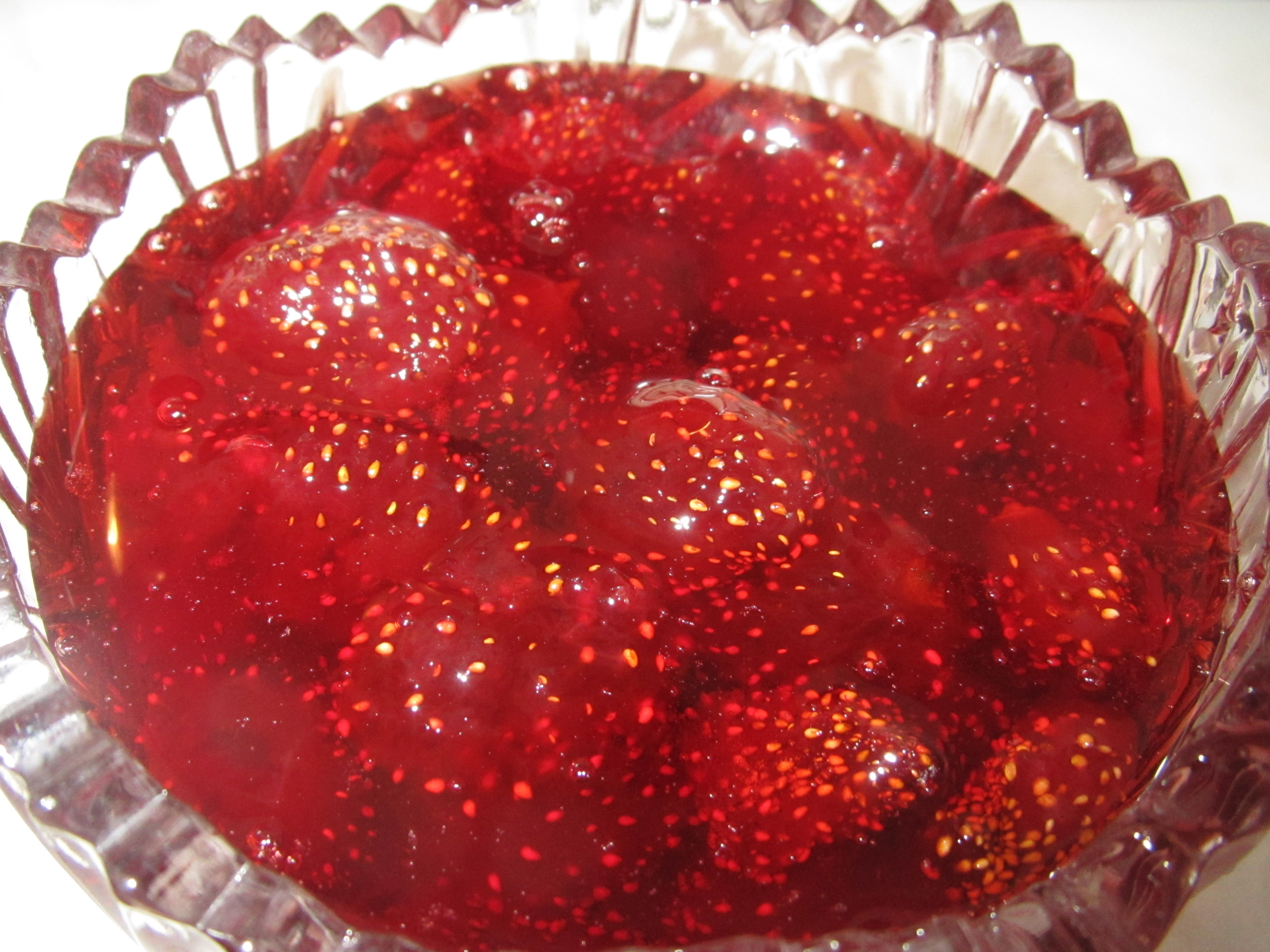
فارني الفراولة (المربع)

حفظ مربى الفاكهة بكاملها،  هو المحافظة التي مصنوعة من الفواكه مطهي في السكر. تحظى محاصيل الفاكهة التقليدية التقليدية بشعبية خاصة في أوروبا الشرقية (روسيا وأوكرانيا وروسيا البيضاء) حيث يطلق عليها varenye ، وهي منطقة بحر البلطيق حيث تُعرف باسمها الأصلي في كل دولة ((بالليتوانية: uogienė)‏ ، (باللاتفية: ievārījums)‏ ، (بالإستونية: moos)‏ ، (بالرومانية: dulceață)‏)، وكذلك في العديد من مناطق غرب ووسط وجنوب آسيا، حيث يشار إليها باسم المربع. في بعض أجزاء أوروبا الشرقية، يتم عمل نسخة أخرى تسمى slatko ؛ في صربيا وكرواتيا، يتم تقديم ملعقة للضيوف.
في كثير من الأحيان يمكن أن يكون صنع المحافظين أكثر صعوبة من صنع مربى قياسي؛ يتطلب الطهي أو ينقع في بعض الأحيان خليط السكر الساخن لفترة كافية فقط للسماح باستخراج النكهة من الفاكهة،  والسكر لاختراق الفاكهة؛ وعدم الطهي لفترة طويلة بحيث تتفكك وتتسرب الثمرة. يمكن تحقيق هذه العملية أيضًا عن طريق نشر السكر الجاف على الفاكهة النيئة في طبقات، وتركها لعدة ساعات لتنقع في الفاكهة، ثم فقط تسخين الخليط الناتج فقط للوصول إلى نقطة الإعداد. نتيجة لهذا الحد الأدنى من الطهي، فإن بعض الفاكهة ليست مناسبة بشكل خاص للتحضير إلى كونسولات، لأنها تتطلب الطهي لفترات أطول لتجنب مشاكل مثل الجلود القاسية. الكشمش والتوت، وعدد من الخوخ من بين هذه الفاكهة.
بسبب فترة الطهي الأقصر هذه، لن يتم إطلاق الكثير من البكتين من الفاكهة، وعلى هذا النحو، فإن التحفظات (خاصة المواد المحفوظة محلية الصنع) ستكون أحيانًا أكثر نعومة قليلاً من بعض المربيات.
يقول تعريف بديل أن المواد المحفوظة محفوظة من مزيج من الفواكه أو الخضار. قد تحتوي المواد المحفوظة أيضًا على الفواكه المجففة أو المكسرات.

### زبدة الفاكهة
تشير زبدة الفاكهة في هذا السياق، إلى عملية يتم فيها دفع الفاكهة بأكملها من خلال منخل أو مزجها بعد عملية التسخين. عادةً ما تُصنع زبد الفاكهة من ثمار أكبر، مثل التفاح أو البرقوق أو الخوخ أو العنب. اطبخي حتى ينضج ويمر خلال غربال لإعطاء تناسق سلس. بعد النخل، اطبخ اللب. أضف السكر واطبخ بأسرع وقت ممكن مع التقليب المستمر. يجب أن يتراكم المنتج النهائي عند إسقاطه من الملعقة، ولكن لا يجب قطعه مثل الهلام. ولا ينبغي أن يكون هناك أي سائل مجاني.

### خثارة الفاكهة
خثارة الفاكهة عبارة عن طبقة من الحلوى وتنتشر عادة مصنوعة من الليمون أو الليمون أو البرتقال أو التوت. المكونات الأساسية هي صفار البيض المخفوق والسكر وعصير الفاكهة والبشر التي يتم طهيها معًا برفق حتى يصبح سميكًا ثم يُسمح لها بالتبريد، لتشكيل انتشار ناعم وسلس ونكهة مكثفة. تتضمن بعض الوصفات أيضًا بياض البيض أو الزبدة.

### انتشار الفاكهة
على الرغم من أن إدارة الأغذية والأدوية لديها متطلبات خاصة بزبدة الفاكهة المعيارية والهلام والمربيات والمنتجات ذات الصلة ،  لا توجد مواصفات لمعنى مصطلح انتشار الفاكهة . على الرغم من أن البعض يؤكد أنه يشير إلى مربى أو محفوظ بدون سكر مضاف،  هناك العديد من «فروق الفاكهة» من قبل الشركات المصنعة الرائدة التي تحتوي على السكر المضاف.

### مربى
يحتوي المربى عادة على كل من عصير ولحم الفاكهة أو الخضار،  على الرغم من أن كتاب طبخ واحد يعرفها على أنها هريس مطبوخ ومهروس. يشير مصطلح «المربى» إلى منتج مصنوع من فواكه كاملة مقطعة إلى قطع أو مطحونة، ثم يتم تسخينه بالماء والسكر لتنشيط البكتين قبل وضعه في حاويات:
رأي Berolzheimer هو أن «المربى عادة ما تكون مصنوعة من اللب وعصير فاكهة واحدة، بدلاً من مزيج من عدة فواكه. يتم استخدام التوت والفواكه الصغيرة الأخرى بشكل متكرر، على الرغم من أن الفواكه الكبيرة مثل المشمش أو الخوخ أو الخوخ المقطعة إلى قطع صغيرة أو مطحونة تستخدم أيضًا للمربى. المربى الجيد له تناسق ناعم حتى بدون قطع مميزة من الفاكهة، ولون مشرق، ونكهة فاكهة جيدة، وقوام شبه جيلي سهل الانتشار ولكن ليس به سائل مجاني». - Berolzheimer R (ed) وآخرون. (1959) 
البكتين هو في الأساس حمض D-galacturonic متصل برباطات جليكوسيدية α (1-4). قد تحتوي السلاسل الجانبية للبكتين على كميات صغيرة من السكريات الأخرى مثل L-fructose و D-glucose و D-mannose و D-xylose. في المربى، يثخن البكتين المنتج النهائي عن طريق الربط المتقاطع لسلاسل البوليمر الكبيرة.
مربى المجمد غير مطبوخ (أو ينضج أقل من 5 دقائق)، ثم يتم تخزينه مجمداً. إنه مشهور في أجزاء من أمريكا الشمالية لمذاقه الطازج للغاية.
وصفات بدون البكتين المضافة استخدم البكتين الطبيعي في الفاكهة لتثبيته. تارت التفاح والحامض العليق، التوت البري، الكشمش، الكشمش، العنب كونكورد، لينة الخوخ، والسفرجل تعمل بشكل جيد في وصفات دون البكتين المضافة.
الفواكه الأخرى، مثل المشمش والتوت الأزرق والكرز والخوخ والأناناس والتوت والراوند والفراولة منخفضة في البكتين. من أجل وضعها، أو هلام، يجب أن يتم دمجها مع واحدة من ثمار البكتين الأعلى أو استخدامها مع البكتين المنتج تجاريًا أو محليًا. يقلل استخدام البكتين المضاف من وقت الطهي.
يتم تصنيف مربى الفاكهة في كندا إلى نوعين: مربى الفاكهة ومربى الفاكهة مع البكتين. يحتوي كلا النوعين على فاكهة أو لب الفاكهة أو فواكه معلبة ويتم غليهما بالماء ومكون التحلية . يجب أن يحتوي كلاهما على 66٪ من المواد الصلبة القابلة للذوبان في الماء. قد يحتوي مربى الفاكهة ومربى الفاكهة مع البكتين على مادة حافظة من الفئة الثانية أو عامل ضبط الأس الهيدروجيني أو عامل مضاد للرغوة.
على الرغم من أن كلا النوعين من المربى متشابهان جدًا، إلا أن هناك بعض الاختلافات في نسبة الفاكهة، إضافة البكتين والحموضة المضافة. يجب أن يحتوي مربى الفاكهة على ما لا يقل عن 45٪ من الفاكهة وقد يحتوي على البكتين المضاف لتعويض مستوى البكتين الطبيعي الموجود في الفاكهة 
يتم إنشاء المربى بغلي الفاكهة أو لب الفاكهة أو الفاكهة المعلبة بالماء وإضافة مكون التحلية. في كندا، يجب أن يحتوي المربى على 45 ٪ على الأقل من الفاكهة المسماة و 66 ٪ من المواد الصلبة القابلة للذوبان في الماء. قد يحتوي المربى على كميات صغيرة من البكتين أو تحضير البكتين أو المكونات الحمضية إذا كان هناك نقص في البكتين الطبيعي.
في بعض أجزاء من روسيا وجورجيا، يتم حصاد مخاريط الصنوبر غير الناضجة في أواخر الربيع وغليها لصنع مربى لاذع حلو.

### جيلي

يصور هذا الرسم جزيء البكتين. تتحد هذه الجزيئات لتكوين الشبكة المسؤولة عن صنع الهلام.

في أمريكا الشمالية، جيلي أو وهلام (من الفرنسي gelée)  يشير بشكل حصري إلى انتشار واضح أو الفاكهة شفافة مصنوعة من الفاكهة المحلاة (أو الخضار) عصير بالتالي متباينة من المربى باستبعاد الفاكهة اللحم ويتم تعيين باستخدام لها بشكل طبيعي يحدث البكتين، في حين أن الهلام خارج أمريكا الشمالية يشير في كثير من الأحيان إلى الحلوى القائمة على الجيلاتين،  الرغم من استخدام المصطلح أيضًا للإشارة إلى انحشار الورق مثل الكشمش الأسود والتفاح. في المملكة المتحدة، يعد هلام الكشمش الأحمر بهارًا يتم تقديمه غالبًا مع اللحوم.
البكتين ضروري لتكوين الهلام لأنه يعمل كعامل تبلور، مما يعني أنه عندما تتحد سلاسل البكتين، فإنها تخلق شبكة تؤدي إلى الهلام. تعتمد قوة وفعالية السلاسل الجانبية والروابط التي تشكلها على الرقم الهيدروجيني للبكتين، ويكون الرقم الهيدروجيني الأمثل بين 2.8 و 3.2.

يمكن إضافة البكتين الإضافي حيث لا توفر الفاكهة الأصلية ما يكفي، على سبيل المثال مع العنب. يمكن صنع الهلام من مكونات حلوة أو مالحة أو ساخنة. يتم تصنيعه بعملية مماثلة لتلك المستخدمة في صنع المربى مع الخطوة الإضافية لتصفية لب الفاكهة بعد التسخين الأولي. عادة ما يتم استخدام كيس الهلام من الشاش أو الجورب كمرشح. من المهم عدم محاولة فرض عملية الشد، على سبيل المثال عن طريق الضغط على كتلة الفاكهة في الشاش، أو سيتم اختراق وضوح الهلام الناتج. يمكن أن يأتي الهلام بمجموعة متنوعة من النكهات مثل هلام العنب، جيلي الفراولة، الفلفل الحار، وغيرها. يؤكل عادة مع مجموعة متنوعة من الأطعمة. يشمل ذلك الهلام مع الخبز المحمص أو زبدة الفول السوداني وشطيرة الهلام. 
 يعتبر الهلام الجيد واضحًا وبراقًا وله نكهة طازجة من الفاكهة التي يصنع منها. إنه رقيق بما يكفي للارتجاف عند تحريكه، ولكنه يحمل زوايا عند قطعه. من الأفضل استخراج البكتين من الفاكهة بالحرارة، لذلك قم بطهي الفاكهة حتى تصبح طرية قبل إجهادها للحصول على العصير. صب الفاكهة المطبوخة في كيس جيلي تم انتزاعه من الماء البارد. أغلق الخط واتركه يصفى. عند توقف التنقيط، قد يتم عصر الكيس لإزالة العصير المتبقي   
 في كندا، تصنف لوائح الغذاء والدواء من قانون الغذاء والدواء الكندي الهلام إلى نوعين: الهلام والهلام مع البكتين. يمكن صنع الهلام من الفاكهة أو عصير الفاكهة أو عصير الفاكهة المركز، ويجب أن يحتوي على 62٪ على الأقل من المواد الصلبة القابلة للذوبان في الماء. قد يحتوي الهلام على مكون حمض يعوض عن أي نقص في الحموضة الطبيعية للفاكهة، وكيميائية لضبط درجة الحموضة، و / أو عامل مضاد للرغوة. يجب أن يصنع الجيلي مع البكتين بحد أدنى 62 ٪ من المواد الصلبة القابلة للذوبان في الماء وعصير 32 ٪ على الأقل من الفاكهة المسماة.

### مربى البرتقال

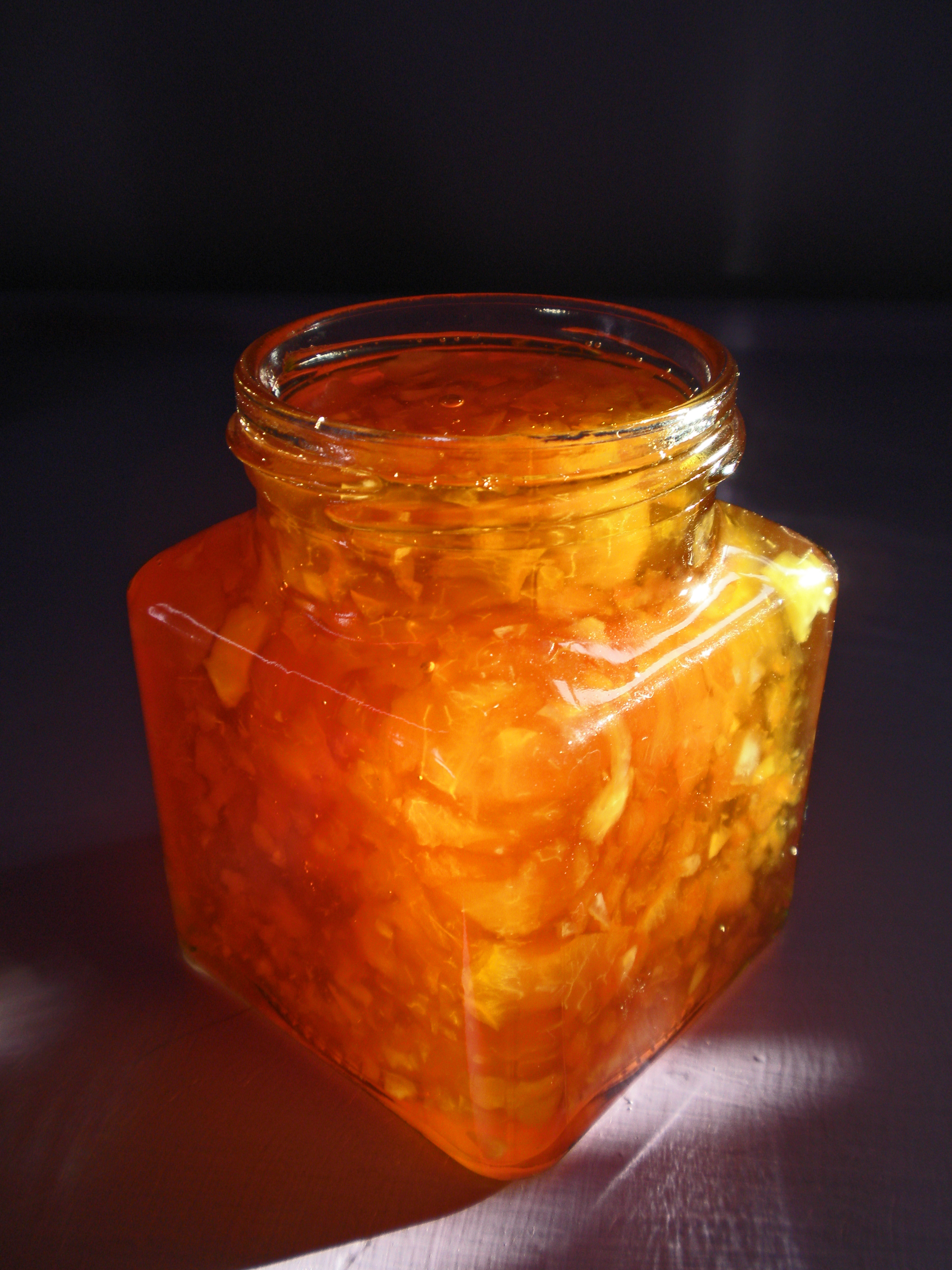
مربى اللغة الإنجليزية محلية الصنع

المرملاد هو مربى فاكهة مصنوع من عصير وقشر الحمضيات المغلية بالسكر والماء. يمكن إنتاجه من الليمون والليمون والجريب فروت واليوسفي والبرتقال الحلو والبرغموت والفواكه الحمضية الأخرى أو أي مزيج منها. يتميز المربى بشكل عام عن المربى من خلال احتوائه على قشر الفاكهة.
إن الحمضيات المعيارية لإنتاج مربى البرتقال في بريطانيا هي برتقال إشبيلية الإسباني، Citrus aurantium var. aurantium ، الثمينة بسبب محتواه العالي من البكتين، والذي يعطي مجموعة جيدة. يتميز القشر بمذاق مر مميز يضيفه إلى الحافظة. في أمريكا، مربى البرتقال حلو.

## إنتاج

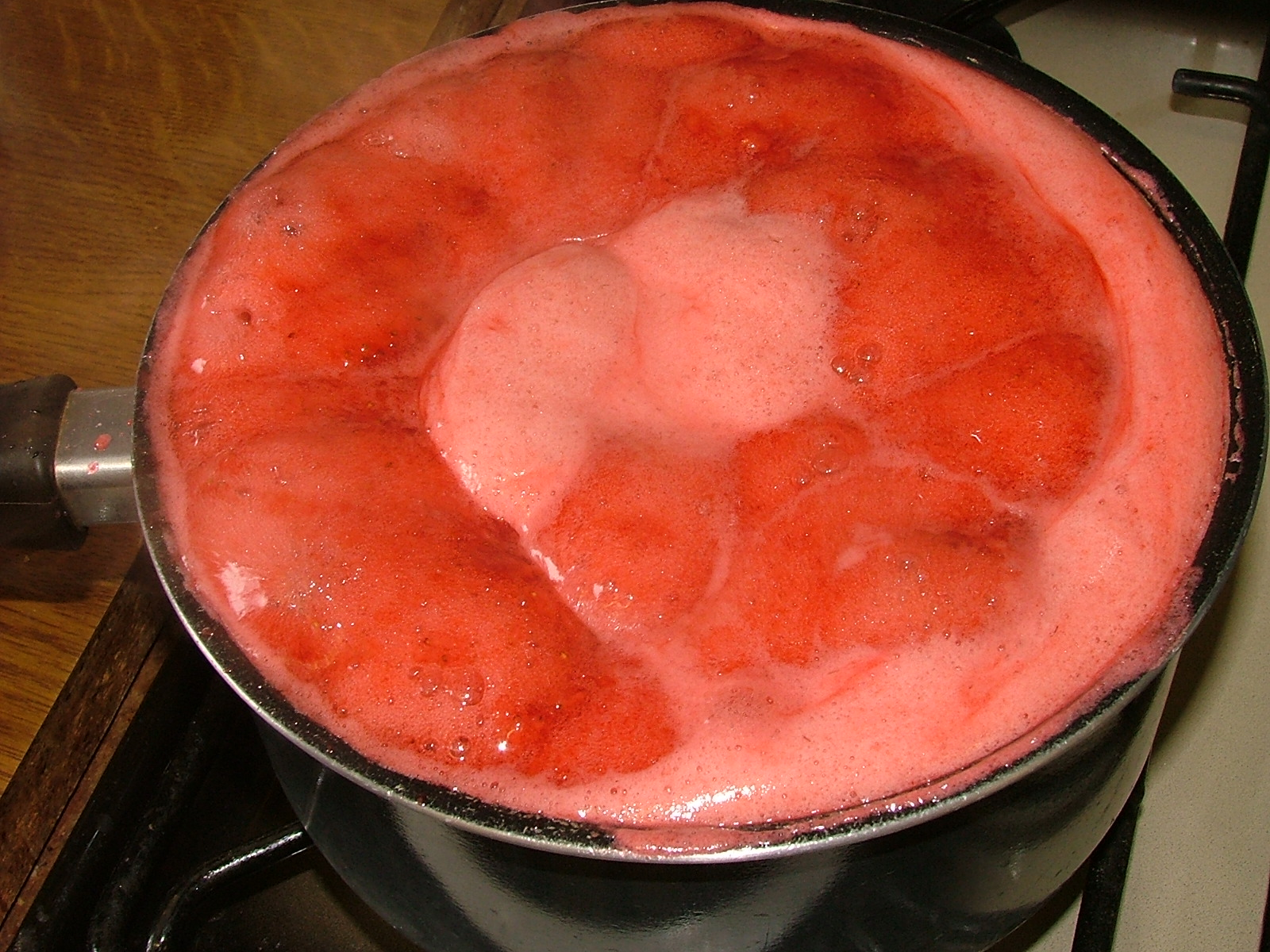
صنع المربى في قدر

بشكل عام يتم إنتاج المربى عن طريق أخذ فواكه أو لب نبات مهروس أو مفروم وغليها بالسكر والماء. تختلف نسبة السكر والفاكهة وفقًا لنوع الفاكهة ونضجها، ولكن نقطة البداية التقريبية هي أوزان متساوية لكل منها. عندما يصل الخليط إلى درجة حرارة 104،  يتفاعل الحمض والبكتين في الفاكهة مع السكر، وسيبدأ انحشار المربى في التبريد. ومع ذلك، يعمل معظم الطهاة عن طريق التجربة والخطأ، مما يجعل الخليط " يغلي سريعًا ويراقب لمعرفة ما إذا كانت كتلة الغليان تغير النسيج، وإسقاط عينات صغيرة على طبق لمعرفة ما إذا كانت تعمل أم تم ضبطها.
عادة ما يتم إنتاج المربى المنتجة تجاريًا باستخدام إحدى الطريقتين. الأول هو طريقة المقلاة المفتوحة، وهي في الأساس نسخة أكبر من الطريقة التي يستخدمها صانع مربى المنزل. هذا يعطي نكهة تقليدية، مع بعض الكراميل من السكريات. تتضمن العملية التجارية الثانية استخدام وعاء فراغ، حيث يتم وضع المربى تحت فراغ، مما يؤدي إلى تقليل درجة حرارة الغليان إلى ما بين 65 و 80 درجة مئوية حسب الوصفة والنتيجة المرجوة. تسمح درجة حرارة الغليان المنخفضة بإخراج الماء كما هو الحال عند استخدام طريقة المقلاة المفتوحة التقليدية، ولكن مع فائدة إضافية تتمثل في الاحتفاظ بالمزيد من مركبات النكهة المتطايرة من الفاكهة، ومنع كراميل السكريات، وبالطبع تقليل الطاقة الإجمالية اللازمة لصنع المنتج. ومع ذلك، بمجرد التخلص من الكمية المطلوبة من الماء، لا يزال من الضروري تسخين المربى لفترة وجيزة.
أثناء التعبئة التجارية، من الشائع استخدام اللهب لتعقيم حافة الجرة وغطائها لتدمير أي الخمائر والعفن التي قد تسبب التلف أثناء التخزين. عادة ما يتم حقن البخار مباشرة قبل الغطاء لخلق فراغ مما لى منع التلف ويسحب زر الأمان الواضح للعبث عند استخدامه.

## التعبئة والتغليف
تعتبر الجرار الزجاجية أو البلاستيكية طريقة فعالة لتخزين المربى. على الرغم من أن السكر يمكن أن يبقى لفترة طويلة للغاية، فإن احتوائه في برطمان مفيد أكثر بكثير من الطرق القديمة. تشمل الطرق الأخرى لمربى التعبئة والتغليف، العلب والعبوات البلاستيكية، المستخدمة بشكل خاص في صناعة الخدمات الغذائية للحصص الفردية. عادةً ما تكون المواد المحفوظة للفاكهة ذات نشاط مائي منخفض ويمكن تخزينها في درجة حرارة الغرفة بعد الفتح.

## التعاريف القانونية

### تعريفات إدارة الاغذية والعقاقير الأمريكية
نشرت إدارة الغذاء والدواء الأمريكية (FDA) معايير الهوية في 21 CFR 150، وتعامل المربى والمحافظة على أنها مترادفة، ولكنها تميز الهلام عن المربى والمحميات. كل هذه منتجات فواكه مطبوخة وبكتينية، ولكن الهلام يعتمد بشكل كامل على عصير الفاكهة أو السوائل الأخرى.

### اللوائح الكندية
بموجب لوائح المنتجات المصنعة (اتفاقية حقوق الطفل، ج 291)، يتم تعريف المربى والهلام والمربى والحمضيات والمربيات. يجب أن يحتوي كل منها على نسبة مئوية دنيا من الفاكهة المسماة ونسبة دنيا من المواد الصلبة الذائبة في الماء. الهلام "هو المنتج المصنوع بغلي عصير الفاكهة أو عصير الفاكهة المركزة الخالي من البذور ولب بالماء ومكون التحلية حتى يكتسب اتساقًا هلاميًا.

### توجيهات الاتحاد الأوروبي بشأن المربى
في الاتحاد الأوروبي، حدد توجيه المربى (توجيه المجلس 79/693 / EEC ، 24 يوليو 1979)  معايير دنيا لكمية «الفاكهة» في المربى، ولكن تم توسيع تعريف الفاكهة ليأخذ في الحسبان عدة أشياء غير عادية أنواع المربى المصنوعة في الاتحاد الأوروبي. لهذا الغرض، تعتبر «الفاكهة» تشمل الفاكهة التي لا يتم معالجتها عادةً بمعنى الطهي مثل الفواكه، مثل الطماطم والخيار واليقطين ؛ الفاكهة التي لا تصنع عادة في المربيات ؛ والخضروات التي يتم تصنيعها أحيانًا في المربيات، مثل الراوند (الجزء القابل للأكل من السيقان) والجزر والبطاطا الحلوة.
يخضع المربى الإضافي لقواعد أكثر صرامة إلى حد ما تضع معايير أعلى للحد الأدنى من محتوى الفاكهة (45٪ بدلاً من 35٪ كقاعدة عامة، ولكنها أقل لبعض الفواكه مثل redcurrants و blackcurrants)، بالإضافة إلى تحديد استخدام الفاكهة غير المركزة.
وبالمثل يحدد الهلام الإضافي أن كمية عصير الفاكهة أو المستخلصات المائية المستخدمة في صنع 1000 جرام من المنتج النهائي يجب ألا تقل عن تلك المنصوص عليها لتصنيع المربى الإضافي.

## روابط خارجية
- مبادئ صنع الهلام، بواسطة NE Goldthwaite. . . Goldthwaite ، NE (نيلي إستر)، كاليفورنيا. 1868–1946.